# Jungnang-gu
Jungnang-gu är ett av de 25 stadsdistrikten (gu) i Seoul, Sydkoreas huvudstad.  Det ligger på norra sidan av floden Han.

## Administrativ indelning
Jungnang-gu består av 16 stadsdelar (dong):
- Junghwa-dong (중화동 中和洞): Junghwa 1-dong, Junghwa 2-dong
- Mangu-dong (망우동 忘憂洞): Mangubon-dong, Mangu 3-dong
- Muk-dong (묵동 墨洞): Muk 1-dong, Muk 2-dong
- Myeonmok-dong (면목동 面牧洞): Myeonmokbon-dong, Myeonmok 2-dong, Myeonmok 3.8-dong, Myeonmok 4-dong, Myeonmok 5-dong, Myeonmok 7-dong
- Sangbong-dong (상봉동 上鳳洞): Sangbong 1-dong, Sangbong 2-dong
- Sinnae-dong (신내동 新內洞): Sinnae 1-dong, Sinnae 2-dong